# George A. Converse
Pour les articles homonymes, voir Converse.
 (janvier 2023).
George Albert Converse (13 mai 1844 - 29 mars 1909) était un contre-amiral de la marine américaine (United States Navy), connu pour ses contributions à l'ingénierie navale. Il a servi pendant la guerre hispano-américaine.

## Début de sa vie
Converse est né à Norwich, dans le Vermont. Il a fréquenté l'université de Norwich et a été membre de la fraternité Theta Chi.

## Carrière militaire
Converse est nommé aspirant (Midshipman) le 29 novembre 1861. Il est un pionnier dans l'utilisation de l'électricité à bord des navires de guerre, dans l'expérimentation et l'introduction de la poudre sans fumée dans la marine, et dans le développement des torpilleurs. Commandant du USS Montgomery de 1897 à 1899, il prend une part active aux opérations au large de Cuba avec l'escadron de l'amiral William T. Sampson pendant la guerre hispano-américaine. Commandant (Commanding officer) de l'USS Illinois (BB-7) de sa mise en service en 1901 à 1903. De 1903 à 1906, il occupe successivement les postes de chef des bureaux de l'équipement, de l'armement et de la navigation, et reste chef de ce dernier bureau pendant un an après sa retraite en 1906.
Il est décédé à Washington, D.C., le 29 mars 1909. Converse et son épouse Laura Shelby (1851-1934) sont enterrés au Cimetière national d'Arlington, section 2, parcelle 967.

## Hommages
Deux destroyers ont été nommés USS Converse en son honneur.